# Eupelmus pudicus
Eupelmus pudicus är en stekelart som beskrevs av Girault 1915. Eupelmus pudicus ingår i släktet Eupelmus och familjen hoppglanssteklar. Inga underarter finns listade i Catalogue of Life.